# Мельникова, Зоя Васильевна
Зоя Васильевна Мельникова (1 мая 1931 — 3 мая 2017) — старшая аппаратчица Стерлитамакского содово-цементного комбината (Башкирская АССР), депутат Верховного Совета СССР 7-го созыва (1966—1970). Член Центральной ревизионной комиссии КПСС (1971).

## Биография
Родилась в 1931 году. По национальности — русская.
Получила неполное среднее образование. По другим данным, в 1950 году окончила ремесленное училище.
В 1950—1959 годах работала аппаратчицей Стерлитамакского содового завода. С апреля 1959 года — старшей аппаратчицей производства кальцинированной соды Стерлитамакского содово-цементного комбината. По другим данным, работала старшей аппаратчицей Стерлитамакского содово-цементного комбината уже с 1950 года.
В 1966 году была избрана депутатом Совета Союза Верховного Совета СССР седьмого созыва от Стерлитамакского городского избирательного округа № 374 Башкирской АССР.
В 1967 году вступила в члены КПСС.
9 апреля 1971 года на XXIV съезде КПСС была избрана членом Центральной ревизионной комиссии КПСС.